# Poljaci
Poljaci (Servisch cyrillisch Пољаци) is een plaats in de Servische gemeente Kruševac. De plaats telt 393 inwoners (2002).